# 張銳 (成化己丑進士)
張銳（1438年—？），字退之，南直隸揚州府江都縣人，民籍，明朝政治人物。

## 生平
應天鄉試第七十四名舉人，成化五年（1469年）中式己丑科會試第一百十七名，三甲第四十六名進士。十二年（1476年）四月升浙江道監察御史，十三年（1477年）巡按浙江，十五年（1479年）六月論劾湖州府知府李雄貪黷，忤太監汪直，以奏事不實下獄，謫梧州府推官，調大名府推官，弘治元年（1488年）三月升湖廣按察司僉事，四年（1491年）十一月升湖廣按察司副使、兵備郴桂衡永。

## 家族
曾祖張仲實；祖父張士紳；父張珉。